# Пхови

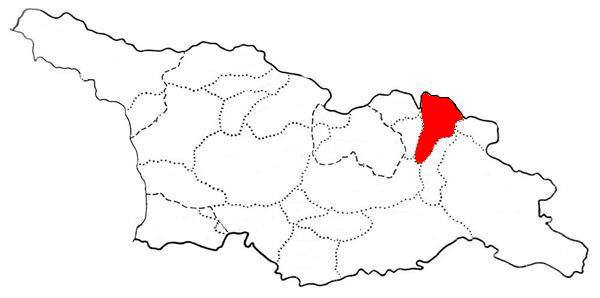
Расположение Пхови на карте современной Грузии

Пхови (груз. ფხოვი), также известный как Пхоэти (груз. ფხოეთი), — средневековое название горного района в северо-восточной Грузии, включавшего территории исторических областей Пшавия и Хевсурети вдоль верхнего течения реки Арагви и в трёх горных долинах к северу от главного гребня Большого Кавказа (современный Душетский муниципалитет, край Мцхета-Мтианети). Его жители, пховцы (груз. ფხო[ვ]ელნი), были племенем грузинских горцев, известных своей воинственностью и частым неповиновением царской власти.
Топоним Пхови, возможно происходящий от грузинского корня, означающего «храбрый, доблестный», был впервые упомянут в отрывке из хроники VII века «Обращение Грузии», где говорится о неповиновении местных горцев процессу христианизации, проводимому иберийским царём Мирианом III и проповедницей святой Ниной в IV веке. Это давление вынудило несколько родов Пхови перебраться на юго-восток в Тушетию.
Хотя население этого региона номинально находилось под прямым управлением грузинского царя, оно никогда не было полностью интегрировано в феодальную систему средневековой Грузии и оставалось относительно мало затронутым процессами распределения земель среди знати, а также иностранными вторжениями. Однако, по предположению профессора Кевин Туита из Монреальского университета:
[Горцы Пхови] усвоили основные понятия и лексику грузинской феодальной системы. Однако принципы иерархии, взаимозависимости между господином и вассалом, землевладения, военной и трудовой подати и т. п. не были воплощены в реальности, а проецировались в космологическую плоскость и накладывались на верования, унаследованные от общей грузинской (или, возможно, панкавказской) религиозной системы.
Tuite 2002, 2004.

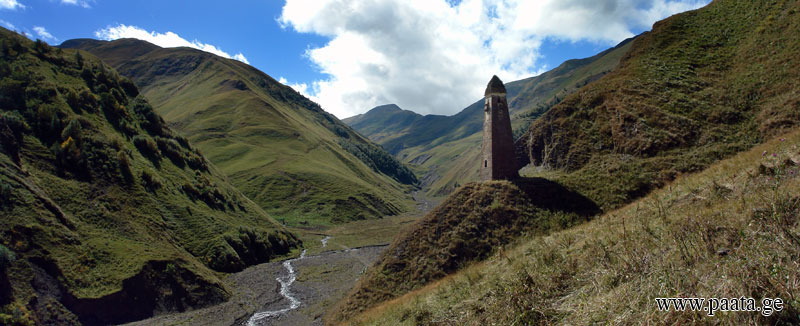
Пейзаж Пхови с башней Лебаискари.

Позиции Грузинской православной церкви в регионе также были слабыми, а его жители исповедовали оригинальную веру, представляющую собой смесь языческих и христианских верований. Это отразилось и на религиозной архитектуре Пхови: в то время как каждая деревня других высокогорных областей Грузии, таких как Сванетия, Хеви, Мтиулети и Рача, имеет как минимум одну церковь, датируемую периодом с V по XVIII век, Пхови, по-видимому, была лишена грузинских православных церквей. Вместо них Пхови изобилует святилищами, из которых наиболее почитаемые носят названия хати или джвари, что означает «икона» и «крест» в стандартном грузинском употреблении. В случае жителе Пхови эти названия помимо святилищ ещё обозначают и божеств, которым они служат.
Непокорность кланов горцев Пхови приводила к спорадическим вторжениям в их земли царских войск, стремившихся принудить их к покорности. Один из самых опустошительных походов против них был организован около 1212 года по приказу грузинской царицы Тамары. Хроника того времени повествует о кровавой трёхмесячной кампании умиротворения горцев Пхови царским военачальником Иване, в результате которой было разрушено несколько пховских селений и святилищ.
Название Пхови перестало использоваться в XV веке и было заменено топонимами Пшавия и Хевсурети. Оно сохранилось лишь в названии села Шуапхо (шуа в переводе с грузинского означает «средний») и вайнахском обозначении хевсуров — пхия (пхий).